# Jennita Daoe
Ofa Jennita-Rose Victoria Eicon Betts Daoe (* 17. Januar 1995) ist eine nauruische Leichtathletin und Behindertensportlerin, die den Inselstaat bei den Special Olympics World Summer Games 2019, ausgetragen in Abu Dhabi (Vereinigte Arabische Emirate), repräsentierte. Sie wurde am 16. Januar 2019 zum ersten nauruischen Behindertensportler des Jahres (Disabled Sportsperson 2018) gekürt.

## Biographie
Der nationale Verband Special Olympics Nauru beteiligte sich im März 2019 zum ersten Mal an den Special Olympics für Menschen mit geistiger Behinderung und Mehrfachbehinderung. Gemeinsam mit Babrishka Dageago, Sisqo Cain und Stanford Tsiode gehörte auch Daoe dem Nationalkader bei den Summer Games an. Sie gewann im Wettbewerb über 100 Meter in der Division „F04“ die Silbermedaille (28,27 Sekunden) hinter einer Sportlerin aus Guinea-Bissau. Anfang 2021 wurde Daoe im nauruischen Parlament für die Teilnahme an den Wettbewerben ausgezeichnet.